# Jean Baptiste Perrin
Jean Baptiste Perrin, född 30 september 1870 i Lille, död 17 april 1942 i New York, var en fransk fysiker som fick Nobelpriset i fysik 1926 för sitt arbete med att visa att materien består av atomer. Han var far till fysikern Francis Perrin.
Perrins gradualavhandling Sur les rayons cathodiques et les rayons X (1897) lämnade bland annat det experimentella beviset för att katodstrålarna medför negativ elektrisk laddning. I ett senare arbete Recherches sur le mouvement brownien et la détermination des poids absolus des molécules (1908) bestämde han ur ultramikroskopiska studier av den brownska rörelsen värden på molekylernas massa och antal, som stod i god överensstämmelse med dem, som på fullkomligt olika vägar erhållits av andra forskare. Detta var en experimentell bekräftelse av Einsteins teori om brownsk rörelse. Perrin uppfann sedimentationsjämviktsmetoden.

## Utmärkelser
Perrin invaldes som ledamot av Kungliga Vetenskapsakademien 1922. År 1907 fick han med Augusto Righi dela Turinakademiens stora Vallauripris.
Asteroiden 8116 Jeanperrin är uppkallad efter honom.